# Giro delle Valli Aretine
Il Giro delle Valli Aretine è una corsa in linea maschile di ciclismo su strada, riservata alla categorie Under-23/Elite, che si svolge nel mese di luglio nelle valli dell'Appennino tosco-romagnolo in provincia di Arezzo (Toscana).
Organizzato per la prima volta nel 1958, dal 2005 al 2010 è stato incluso nel calendario dell'UCI Europe Tour come prova di classe 1.2.

## Albo d'oro
Aggiornato all'edizione 2022.
| Anno      | Vincitore             | Secondo             | Terzo                   |
| --------- | --------------------- | ------------------- | ----------------------- |
| 1958      | Mario Camilletti      | ?                   | ?                       |
| 1959      | Silvano Quattrini     | ?                   | ?                       |
| 1960      | Carlo Storai          | ?                   | ?                       |
| 1961      | Gino Angelini         | ?                   | ?                       |
| 1962      | Rolando Picchiotti    | ?                   | ?                       |
| 1963      | Sergio Micheletti     | ?                   | ?                       |
| 1964      | Marcello Mangani      | ?                   | ?                       |
| 1965      | Luigi Reggi           | ?                   | ?                       |
| 1966      | Ottorino Benedetti    | ?                   | ?                       |
| 1967      | Ugo Sora              | ?                   | ?                       |
| 1968      | Sauro Berti           | ?                   | ?                       |
| 1969      | Wilmo Francioni       | ?                   | ?                       |
| 1970      | Nazzareno Pola        | ?                   | ?                       |
| 1971      | Mario Giaccone        | ?                   | ?                       |
| 1972      | Francesco Moser       | Walter Riccomi      | Giovanni Battaglin      |
| 1973      | Bruce Biddle          | ?                   | ?                       |
| 1974      | Glauco Santoni        | ?                   | ?                       |
| 1975      | Carmelo Barone        | ?                   | ?                       |
| 1976      | Flavio Miozzo         | ?                   | ?                       |
| 1977      | Leonardo Bevilacqua   | ?                   | ?                       |
| 1978      | Umberto Inselvini     | Fiorenzo Landoni    | ?                       |
| 1979      | Paolo Venturini       | ?                   | ?                       |
| 1980      | Moreno Argentin       | ?                   | ?                       |
| 1981      | Maurizio Reali        | ?                   | ?                       |
| 1982      | Giancarlo Montedori   | ?                   | ?                       |
| 1983      | Manrico Ronchiato     | ?                   | ?                       |
| 1984      | Romano Sandi          | ?                   | ?                       |
| 1985      | Claudio Santi         | Roberto Conti       | Omar Nappini            |
| 1986      | Massimo Podenzana     | ?                   | ?                       |
| 1987      | Roberto Garuti        | ?                   | ?                       |
| 1988      | Mauro Sandroni        | ?                   | ?                       |
| 1989      | Massimo Donati        | ?                   | ?                       |
| 1990      | Luca Scinto           | ?                   | ?                       |
| 1991      | Rosario Fina          | ?                   | ?                       |
| 1992      | Nicola Loda           | ?                   | ?                       |
| 1993      | Roberto Zoccarato     | ?                   | ?                       |
| 1994      | Marco Bellini         | ?                   | ?                       |
| 1995      | Devis Fuser           | ?                   | ?                       |
| 1996      | Fabrizio Guidi        | ?                   | ?                       |
| 1997      | Fabrizio Guidi        | Biagio Conte        | Mauro Vergnani          |
| 1998      | Fortunato Baliani     | Allan Oras          | Giuseppe di Fresco      |
| 1999      | Annullata             | Annullata           | Annullata               |
| 2000      | Massimiliano Martella | ?                   | ?                       |
| 2001-2002 | Non disputata         | Non disputata       | Non disputata           |
| 2003      | Matteo Gigli          | Alessandro Delfatti | Fabio Borghesi          |
| 2004      | Diego Caccia          | Paolo Bailetti      | Dainius Kairelis        |
| 2005      | Gianluca Moi          | Alessandro Baronti  | Davide Bonuccelli       |
| 2006      | Federico Canuti       | Aurélien Passeron   | Aleksej Ščebelin        |
| 2007      | Davide Malacarne      | Dan Craven          | Vincenzo Garofalo       |
| 2008      | Enrico Zen            | Robert Vrečer       | Sacha Modolo            |
| 2009      | Enrico Battaglin      | Matija Kvasina      | Gianluca Brambilla      |
| 2010      | Henry Frusto          | Davide Mucelli      | Marco Canola            |
| 2011      | Nicola Boem           | Enrico Barbin       | Marco Canola            |
| 2012      | Luca Benedetti        | Gennaro Maddaluno   | Paolo Totò              |
| 2013      | Gianfranco Zilioli    | Riccardo Pichetta   | Mirko Trosino           |
| 2014      | Marcin Mrozek         | Mirko Trosino       | Gianni Moscon           |
| 2015      | Nicola Gaffurini      | Mattia De Marchi    | Andrea Marchi           |
| 2016      | Ivan Martinelli       | Claudio Longhitano  | Ettore Carlini          |
| 2017      | Daniele Trentin       | Tommaso Fiaschi     | Luca Muffolini          |
| 2018      | Leonardo Tortomasi    | Luca Covili         | Andrea Di Renzo         |
| 2019      | Manuele Tarozzi       | Lorenzo Ginestra    | Sebastian Castaño Muñoz |
| 2020-2021 | Non disputata         | Non disputata       | Non disputata           |
| 2022      | Lorenzo Quartucci     | Federico Molini     | Filippo Magli           |
| 2023      | Luca Cavallo          | Ludovico Crescioli  | Nicolò Garibbo          |

## Statistiche

### Vittorie per nazione
Aggiornato all'edizione 2023.
| Pos. | Nazione       | Vittorie |
| ---- | ------------- | -------- |
| 1    | Italia        | 60       |
| 2    | Nuova Zelanda | 1        |
| 2    | Polonia       | 1        |